# 普拉茨德苏尔尼亚
普拉茨德苏尔尼亚（法語：Prats-de-Sournia，法語發音：[pʁats də suʁnja] ⓘ，意为“苏尔尼亚的普拉茨”）是法国东比利牛斯省的一个市镇，属于普拉德区

## 地理
普拉茨德苏尔尼亚（42°44'39"N, 2°27'38"E）面积8.01 平方千米，位于法国奧克西塔尼大區东比利牛斯省，该省份为法国大陆部分最南部的省份，涵盖了北加泰罗尼亚，北起奥德省，西接阿列日省和安道尔，南与西班牙接壤，东临地中海。
与普拉茨德苏尔尼亚接壤的市镇（或旧市镇、城区）包括：佩济亚德孔夫朗、特雷维亚克、苏尔尼亚、勒维维耶。
普拉茨德苏尔尼亚的时区为UTC+01:00、UTC+02:00（夏令时）。

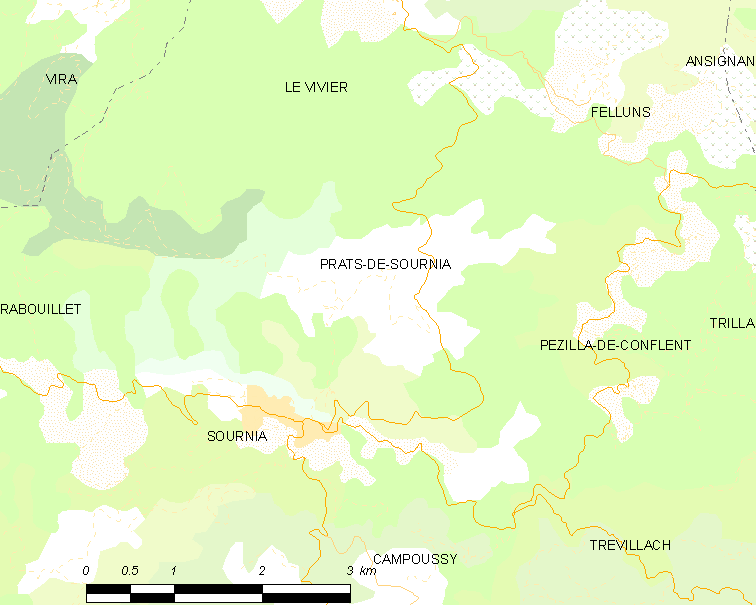
普拉茨德苏尔尼亚的OSM定位图

## 行政
普拉茨德苏尔尼亚的邮政编码为66730，INSEE市镇编码为66151。

## 政治
普拉茨德苏尔尼亚所属的省级选区为阿格利河谷县。

## 人口

1962-2008年间普拉茨德苏尔尼亚人口变化图示

普拉茨德苏尔尼亚于2022年1月1日时的人口数量为77人。